# هوهن‌تسولرن (کشتی)
اس‌ام‌وای هوهن‌تسولرن (به انگلیسی: SMY Hohenzollern) یک کشتی بود که طول آن ۸۸ متر (۲۸۸ فوت ۹ اینچ) بود. این کشتی در سال ۱۸۷۸ ساخته شد.